# Ana de Arpajon
Ana de Arpajon, condesa de Noailles (Anne Claude Louise d'Arpajon; 4 de marzo de 1729-27 de junio de 1794), fue una aristócrata francesa y la primera dama de honor de las reinas de Francia; María Leszczynska y de María Antonieta. María Antonieta encontraba intolerable el rígido decoro de la grave y pomposa Condesa de Noailles, para quien un alfiler mal colocado en un traje de la corte era una tragedia, por lo que empezó a llamarla Madame L'Etiquette ('Señora Etiqueta') al ver que no consentía que se pasara por alto ni una sola minucia de las tradicionales en la etiqueta de la corte.
Fue guillotinada el 27 de junio de 1794 en la Barrière du Trône junto con su esposo, su cuñada Anne Louise Henriette Aguesseau (esposa de Jean Louis Paul François de Noailles, duque de Noailles), y su hija política (hija de esta última), la bella Dominique Adrienne de Noailles (1758-1794) (esposa de su hijo Louis Marc Antoine de Noailles, vizconde de Noailles) y su sobrina la duquesa de Ayen.

## Familia y antecedentes
Ana Claudia Luisa de Arpajon nació el 4 de marzo de 1729 en Arpajon, Francia. Era hija de Luis de Sévérac, marqués d'Arpajon-sur-Cère (1667-1736) y de Ana Carlota Le Bas de Montargis (1695-1767). Su padre compró el marquesado de Saint-Germain-lès-Châtres en 1720 y se le concedió el permiso de Felipe de Orleans (regente de Luis XV) de cambiarle el nombre a Saint-Germain-lès-Arpajon y ahí asentaron los Arpajon. Su madre fue dama de honor de María Luisa Elizabeth de Orléans, duquesa de Berry, hija del regente; desde el 20 de agosto de 1696 hasta el 21 de julio de 1719, cuando la princesa falleció a consecuencia de un parto muy complicado.
El 27 de noviembre de 1741 Ana de Arpajon se casó con Felipe de Noailles (1715-1794), duque de Mouchy y capitán de caza en Versalles, con él tuvo 7 hijos:
1. Louise-Charlotte-Henriette-Philippine de Noailles (1745-1832) que se casó (en 1760) con Emmanuel-Céleste de Durfort (1741-1800), duque de Duras; fue dama del palacio de las reinas María Leszczynska y María Antonieta.
2. Charles Adrien de Noailles (1747) príncipe de Poix
3. Louis Philippe de Noailles (1748-1750) príncipe de Poix
4. Daniel François Marie de Noailles (1750-1752) marqués de Noailles y príncipe de Poix
5. Philippe Louis Marc Antoine de Noailles (21 de noviembre o 21 de diciembre de 1752-17 de febrero de 1819) príncipe-duque de Poix y duque de Mouchy
6. Louis Marc Antoine de Noailles (17 de abril de 1756-9 de junio de 1804) vizconde de Noailles
7. Louis Marie de Noailles (1756-)

Su marido, Felipe de Noailles (1715-1794), duque de Mouchy, era el hijo de Françoise Charlotte Amable d'Aubigné, duquesa de Noailles (5 de mayo de 1684-6 de octubre de 1739) y Adrien Maurice de Noailles, duque de Noailles (29 de septiembre de 1678-24 de junio de 1766). Los Noailles fue una de las principales familias de Francia.

## Relación con María Antonieta
En 1770 fue Dama de Honor de la Delfina María Antonieta a la llegada de esta a Francia. Conoció a María Antonieta en la frontera, donde fue parte de la comitiva francesa, y se hizo responsable de su corte y el comportamiento en Versalles. Cuando María Antonieta llegó a Francia y la metieron en una tienda donde tendría que dejar atrás todo lo relacionado con Austria, vio a Madame de Noailles, corrió hacia ella y le pidió por favor que la ayudase; entonces la primera dama de honor de la reina, el duque y la duquesa de Mouchy/conde y condesa de Noailles ocuparon un lugar destacado en la corte de Luis XVI.
A María Antonieta la despreocupaba el futuro y le disgustaba mucho que Madame de Noailles le impidiera hacer las cosas que le gustaban, con referencia a la etiqueta de la corte, así que pasó a llamarla Madame l'Etiquette (Señora Etiqueta). Se dice que Anne era una auténtica obsesa de la etiqueta y que la respetaba por encima de todo, y el protocolo diario no tardó en convertirse para la reina en una pesada carga.
Resultaba esencial, por ejemplo que al vestirse por la mañana la camisa le fuese presentada por su dama de honor; pero si estaba presente una princesa real, la camisa debía serle ofrecida por ella, para que a su vez la entregase a la reina.
En otra ocasión cuando María Antonieta ya era reina, en un paseo, se cayó de un caballo. Todos sus acompañantes corrieron a comprobar si la Reina se encontraba bien, pero ella se limitó a decir: «¡Buscad a madame de Noailles para que nos diga lo que manda la etiqueta cuando se cae del caballo la reina de Francia!».
Cuando en 1774 María Antonieta se convirtió en la reina de Francia, ella encendió a la condesa de Noailles, proponiéndole formar parte de la noble oposición de la reina con las tías de los Rey, Mesdames, en Bellevue. Pero ella dimitió a causa de la designación de la Princesa de Lamballe como Superintendente de la Casa de la Reina.

## Revolución Francesa

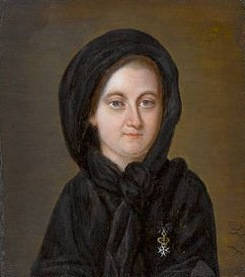
Retraro de Ana de Arpajon, condesa de Noailles

En 1789 su hijo Louis-Marie de Noailles fue elegido miembro de los Estados Generales. En junio de 1790, propuso la abolición de los títulos y libreas junto con el duque de Aiguilion. Ana de Arpajon y su marido Felipe de Noailles fueron guillotinados el 27 de junio de 1794. Fueron enterrados en el cementerio de Picpus y muchos de sus parientes corrieron la misma suerte.
Quince días después, el 22 de julio de 1794, la viuda (su cuñada Marie Anne Françoise de Noailles), la nuera (la vizcondesa de Noailles), y la nieta (la duquesa de Ayen) del hermano de Felipe, Louis François de Noailles, cuarto duque de Noailles, fueron guillotinadas. Otra nieta de Luis, Adriana, esposa del marqués de Lafayette, se salvó por la intervención del ministro de los Estados Unidos a Francia, James Monroe. También en Barriere du Trone, en París. Ellos y los otros nobles que murieron en la guillotina están enterrados en el cementerio de Picpus, que también es el lugar de descanso final de los marqueses de Lafayette.

## En la cultura popular
Ana de Arpajon fue interpretada por Judy Davis en Marie Antoinette en el 2006, y por Cora Witherspoon en la película de 1938 María Antonieta.